# Ignatz Anton Pilát
Ignatz Anton Pilát (1820–1870) fue un jardinero y horticultor austríaco, que migró a EE. UU. y habiendo trabajado en el diseño y plantaciones del Central Park de Nueva York.
Pilát era originario de Santa Agatha, Alta Austria. Luego de estudiar botánica en la Universidad de Viena, obtuvo un puesto en los Jardines Botánicos Imperiales del Palacio de Schönbrunn en Viena, donde adquirió conocimientos técnicos y participó en un estudio botánico del sitio. Más tarde fue jardinero en Venecia, donde huyó durante los disturbios políticos de 1848.
Pilát presentó una solicitud oficial a la competición del diseño del Central Park. Eso le llamó la atención a Frederick Law Olmsted, quien lo llamó a Nueva York como jefe de jardineros. En 1863, este hombre trabajador y modesto llegó a Jefe Jardinero y superintendente del parque, una posición que mantuvo por el resto de su vida.
A pesar de que los planos generales del Central Park fueron preparados por los arquitectos, Olmsted y Calvert Vaux, el crédito fue dado a Ignatz Pilát en la elección de plantas, su distribución, así como la jardinería detallada del parque. Las bellísimas vistas debían su diseño a su conocimiento y uso de una amplia variedad de plantas. Su estilo característico se encuentra en muchas áreas del parque.
Hacia los 1870 Pilát, rediseñó el Washington Square Park de Nueva York, que en ese momento era un patio de armas militares. Influenciado por Frederick Law Olmsted, Pilát introdujo caminos más curvos para suavizar las líneas rectas-militar de la antigua plaza de armas.
Con respecto a su diseño del Canal Street Park, también uno de los primeros parques públicos de la ciudad. Posteriormente modificado por Samuel Parsons y en 1929 destruido en el curso de la construcción de la autopista del West Side.
Pilát falleció de tuberculosis, en su hogar de Nueva York, en septiembre de 1870.
- La abreviatura «I.A.Pilát» se emplea para indicar a Ignatz Anton Pilát como autoridad en la descripción y clasificación científica de los vegetales.[2]

## Literatura
- Fritz Weigl. Sie hatten den grünen Daumen: österreichische Gärtnerportraits; ein biographisches Fotoalbum der grünen Zunft, (Perspektiven der Wissenschaftsgeschichte: „Populär“; 2), Erasmus-Verlag, Viena 2005. ISBN 3-95006247-5

- M. M. Graff. The men who made Central Park. New York: Greensward Foundation, 1982

- Franziska Kirchner. Der Central Park in New York und der Einfluss der deutschen Gartentheorie und -praxis auf seine Gestaltung. (Grüne Reihe; 23). Worms: Werner, 2002. ISBN 3-88462-178-5 (biografía especial pp. 203-226)

- Franziska Kirchner. Der Central Park – eine amerikanisch-deutsche Kooperation. En: Die Gartenkunst, 18. Jg., 2006, vol. 1, pp. 55–68

## Otras lecturas
- The naturally occurring historical and extant flora of Central Park, New York City, New York 1857–2007, published in Journal of the Torrey Botanical Society 134 (4), 2007, pp. 552–569
- «Ignatz Anton Pilát». Índice Internacional de Nombres de las Plantas (IPNI). Real Jardín Botánico de Kew, Herbario de la Universidad de Harvard y Herbario nacional Australiano (eds.).